# بن چورلی
بن چورلی (انگلیسی: Ben Chorley؛ زادهٔ ۳۰ سپتامبر ۱۹۸۲) بازیکن فوتبال اهل بریتانیا است.
از باشگاه‌هایی که در آن بازی کرده‌است می‌توان به باشگاه فوتبال پورتسموث، باشگاه فوتبال ترانمره راورز، باشگاه فوتبال برنتفورد، باشگاه فوتبال گیلینگام، باشگاه فوتبال آرسنال، باشگاه فوتبال استیونج، باشگاه فوتبال میلتون کینز دونز، باشگاه فوتبال ویمبلدون، باشگاه فوتبال بروملی، و باشگاه فوتبال لیتون اورینت اشاره کرد.